# Stasera che sera! (programma televisivo)
Stasera che sera! è stato un programma televisivo italiano, varietà e talk show, andato in onda la domenica sera su Canale 5 il 9 ed il 16 gennaio 2011 con la conduzione di Barbara D'Urso. Il titolo della trasmissione deriva dall'omonima canzone dei Matia Bazar del 1975.

## La trasmissione
La trasmissione, andata in onda per sole due puntate la domenica in prima serata, era condotta da Barbara D'Urso e prodotta da Videonews, con la collaborazione di NewsMediaset per la seconda puntata. La regia era affidata a Dario Calleri e andava in onda dallo studio 20 del Centro di produzione Mediaset di Cologno Monzese. Facevano parte del cast fisso la Lova band, che curava l'accompagnamento musicale, la prima ballerina Nora Mogalle (più le altre vallette nel corpo di ballo, tra cui Federica Ariafina e Micol Ronchi più la new-entry Carlotta Maggiorana), gli inviati Serena Garitta, Veronica Ciardi e Patrick Ray Pugliese e, solo per la prima puntata, lo scrittore Aldo Busi, in qualità di "coscienza critica" della trasmissione.

### Il format del programma
La prima puntata era composta da una prima parte di interviste a personaggi dello spettacolo e la seconda da un talk show su temi giornalistici, inframezzati da momenti di varietà. Dati gli scarsi risultati di ascolto della prima puntata, la trasmissione ha cambiato formula puntando su un dibattito iniziale durante il quale sono stati confrontati il nord e il sud dell'Italia, con collegamenti esterni e interventi comici e musicali di rappresentanti delle differenti zone del paese, a cui è seguito un intervento dell'attore Francesco Nuti, che ha suscitato numerose critiche, e un talk show curato da NewsMediaset di Mario Giordano. In seguito ad un ulteriore calo degli ascolti della seconda puntata (su 6 inizialmente previste) e a diverse critiche sui contenuti, è stata decisa la chiusura della trasmissione da parte di Piersilvio Berlusconi, della conduttrice e del direttore generale dell'informazione Mediaset Mauro Crippa.

### Controversie relative alla chiusura
Il 20 novembre 2012 Barbara D'Urso ha rilasciato una intervista in cui ha contestato la chiusura di Stasera che sera!, decisione presa, a suo avviso, "troppo presto", dicendo quanto segue:
Dopo i deludenti risultati del programma, la D'Urso non ha più condotto nessun programma in prima serata per otto anni, fino all'arrivo di Live - Non è la D'Urso nel marzo 2019,  che ha inizialmente ottenuto un buon successo per poi chiudere due anni dopo per i bassi ascolti.

### Auditel
| Puntata | Data            | Rete     | Telespettatori | Share  |
| ------- | --------------- | -------- | -------------- | ------ |
| 1       | 9 gennaio 2011  | Canale 5 | 2 516 000      | 12,75% |
| 2       | 16 gennaio 2011 | Canale 5 | 2 168 000      | 11,53% |